# Matt Scott
Pour les articles homonymes, voir Scott.

a Compétitions nationales et continentales officielles uniquement.

b Matchs officiels uniquement.
Dernière mise à jour le 3 mars 2025.
Matthew Clive McCrimmon Scott dit « Matt Scott », né le 30 septembre 1990 à Dunfermline (Écosse), est un joueur international écossais de rugby à XV jouant au poste de centre à Édimbourg Rugby en United Rugby Championship depuis 2024, ainsi qu'en équipe d'Écosse depuis 2012.

## Biographie
Né à Dunfermline, Matt Scott débarque à Édimbourg en 2008 pour poursuivre des études de droit à l'université, tout en menant sa carrière de joueur de rugby professionnel. Il obtient son diplôme en droit en 2012.
Durant la saison 2021-2022, Leicester est éliminé en quarts de finale de la Coupe d'Europe par les Irlandais du Leinster. Cependant en championnat, le club se qualifie jusqu'en finale où il affronte les Saracens. Pour cette rencontre, Matt Scott débute sur le banc des remplaçants avant d'entrer en jeu en seconde période à la place de Matías Moroni. Son équipe s'impose en toute fin de match grâce à un drop de Freddie Burns.

## Statistiques en équipe nationale
Au 7 juin 2024, Matt Scott compte 41 sélections dont 30 en tant que titulaire, depuis sa première sélection le 10 mars 2012 à l’occasion d’un match des Six Nations contre l'équipe d'Irlande à Dublin.
En Coupe du monde :
- 2015 : 4 sélections (Japon, États-Unis, Afrique du Sud, Samoa)

## Palmarès
- Leicester Tigers
  - Vainqueur du Championnat d'Angleterre en 2022
  - Finaliste de la Coupe d'Angleterre en 2024